# 배리 호킨스

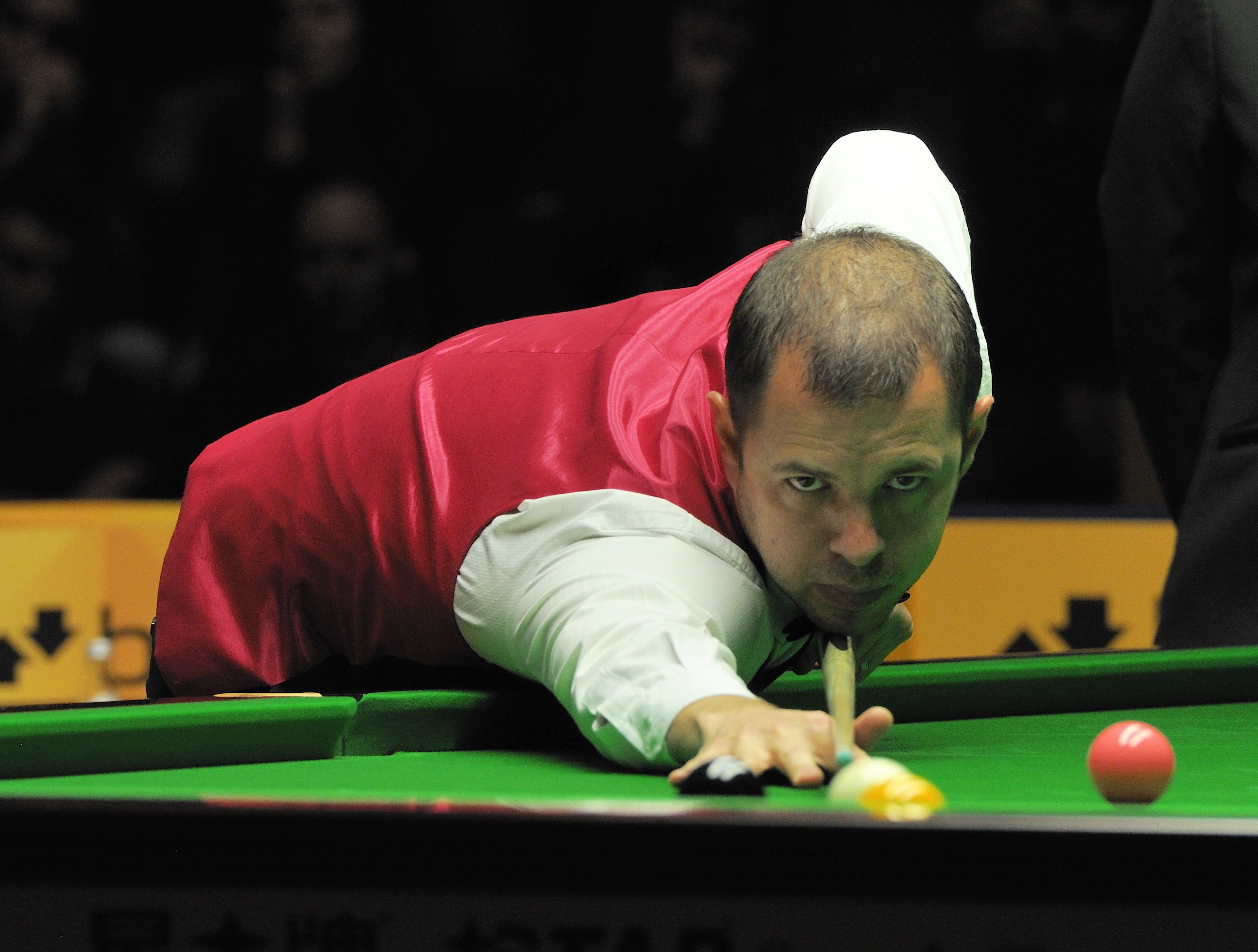
배리 호킨스

배리 호킨스(영어: Barry Hawkins, 1979년 4월 23일 ~ )는 잉글랜드의 스누커 선수이다.